# Wegweiser Gesundheit: Verantwortung Erwachsener bei Alkoholmißbrauch
Verantwortung Erwachsener bei Alkoholmißbrauch ist ein DEFA-Dokumentarfilm der Reihe Wegweiser Gesundheit aus dem Jahr 1980, der im Auftrag des Deutschen Hygiene-Museums Dresden zur Ausstrahlung im Fernsehen der DDR von Werner Kreiseler gedreht wurde.

## Handlung
Mehrere Jugendliche auf der Straße, werden aus der Gruppe heraus gefragt, wann sie das erste Mal Alkohol getrunken haben. Fast alle gaben an, das bei der Jugendweihe, also mit 14 Jahren, getan zu haben oder auch mit 15 Jahren bei einer Hochzeit.
Darauf sagt der Kommentator, dass man sicherlich die Feste feiern soll, wie sie fallen, aber die Frage ist, ob man das immer weiter mit der gleichen Gedankenlosigkeit tun soll. Welcher Vater möchte schon wirklich mit dem ersten Schnaps seinem Sohn beibringen, dass Alkohol und Erwachsensein unabdingbar zusammengehören? Doch der Alkoholmissbrauch durch Jugendliche ist ein ernstes Thema. Die Folgen sind in vielen Fällen sehr schlimm, wie der anschließende Blick einer Gruppe von Schülern in eine Klinik für Alkoholabhängige zeigt. Jetzt soll die Frage geklärt werden, wie man vom Alkohol abhängig wird und es stellt sich heraus, dass die meisten Jugendlichen Alkohol trinken, um zu zeigen, wie stark sie sind, weil sie denken, dadurch männlicher zu wirken. Natürlich kommt dem Gaststättenpersonal und dem Verkaufspersonal in den Geschäften eine besondere Verantwortung zu, die genau auf die gesetzlichen Vorschriften achten müssen.
Nun folgt eine wissenschaftliche Erklärung zu dem Thema, die damit beginnt, dass bei Jugendlichen nicht nur der übermäßige Alkoholgenuss schädlich ist, sondern jeglicher Genuss von Alkohol. Das liegt daran, dass der jugendliche Organismus nur geringe Schutzmechanismen gegen Alkohol hat, da der Körper größere Bereiche als bei Erwachsenen erreicht, da er wasserreicher ist. Das Entgiftungssystem der Leber ist noch nicht voll entwickelt, die im Wachstum befindlichen Zellen sind viel empfindlicher, vor allen Dingen die Gehirnzellen. Der Alkohol kann dadurch zu völlig chaotischen Reaktionen führen und Folgen auslösen, die die Betroffenen nicht voraussehen und kontrollieren können. Dadurch häufen sich auch in der DDR die Delikte von Jugendlichen, die unter Alkohol stehen. Bei kollektiven Trinkereien sind die Jugendlichen am meisten gefährdet, denn die Wirkung beträgt etwa das Doppelte von einem Erwachsenen. Auch die häuslichen Gewohnheiten können für die beginnende Alkoholabhängigkeit ausschlaggebend sein, wenn man aus Bequemlichkeit darüber hinwegsieht, wenn die Kinder Alkohol trinken.

## Produktion und Veröffentlichung
Das Format war für die Ausstrahlung von 1974 bis 1984 im Fernsehen der DDR zwischen 18 und 19 Uhr konzipiert worden. Dieser Film wurde im DEFA-Studio für Dokumentarfilme vom Kollektiv Wegweiser Gesundheit der Gruppe Spektrum gedreht.
Das Szenarium wurde von Bärbl Bergmann verfasst, für die Dramaturgie war Yvonne Merin-Georgi verantwortlich. Die Texte stammen von Fritz Gebhardt.
Die nachweisbar erste öffentliche Kinovorführung erfolgte am 21. Mai 2019 im Berliner Zeughauskino.